# ۷۰۳ (میلادی)
۷۰۳ (میلادی) هفتصد  و سومین سال تقویم میلادی است.

## درگذشتگان
‎